# Андалуски пас
Андалуски пас (фр. Un Chien Andalou) је француски неми надреалистички кратки филм из 1928. године. Творци филма су шпански редитељ Луис Буњуел и сликар Салвадор Дали. Први пут је приказиван 1929. у Паризу. Један је од најпознатијих надреалистичних филмова француске авангарде из 20-их година 20. века. У филму играју Симон Мареил и Пјер Батшеф као неименоване личности.

## Радња
Кад једне вечери изиђе на балкон своје куће, те након што неко време посматра облаке и звезде, човек са бритвом у руци (Луис Буњуел) почне резати око младе девојке (Симон Мареил). Док се на бициклу вози улицом, мушкарац (Пјер Батшеф) изгуби контролу над бициклом и падне, после чега се нађе у соби неке девојке. Док непозната особа андрогина изгледа страда у саобраћајној несрећи, девојка из собе убија бициклисту којег непознати мушкарац толико малтретира, да га бициклист на крају убије. А након њихова обрачуна следи опуштајући и помало идиличан призор на обали.
Цијели филм је заправо преплављен апсурдним и надреалним сценама. Аутори су рекли да филм представља сан. Ево што је Луис Буњуел рекао о настанку филма:
„Приликом разраде фабуле одбачена је као небитна свака помисао на неку рационалну, естетичку или какву другу преокупацију техничким питањима. Резултат је намјерно антипластичан, антиумјетнички филм. Фабула је плод свјесног психичког аутоматизма, утолико не покушава да преприча сан, премда користи механизам аналоган механизму снова”.

## Улоге
| Глумац        | Улога           |
| ------------- | --------------- |
| Пјер Батшеф   | мушкарац        |
| Симон Мареил  | млада девојка   |
| Луис Буњуел   | човек у прологу |
| Салвадор Дали | семинариста     |

## Позната сцена
Овај дебитантски филм Луиса Буњуела у сарадњи са сликарем Далијем, урезан је у памћење гледалаца по једној сцени: жилет који сече очну јабучицу.